# Colli Bolognesi Pignoletto Colline di Oliveto
 (septembre 2024).
Si vous disposez d'ouvrages ou d'articles de référence ou si vous connaissez des sites web de qualité traitant du thème abordé ici, merci de compléter l'article en donnant les références utiles à sa vérifiabilité et en les liant à la section « Notes et références ».
Le Colli Bolognesi Pignoletto Colline di Oliveto est un vin blanc italien de la région Émilie-Romagne doté d'une appellation DOC depuis le 29 mai 1975. Seuls ont droit à la DOC les vins récoltés à l'intérieur de l'aire de production définie par le décret.

## Aire de l'appellation
La sous-zone « Colline di Oliveto » est définie par des parcelles dans les communes de Monteveglio, Crespellano et Monte San Pietro, dans la province de Bologne.

## Caractéristiques organoleptiques
- couleur : jaune paille claire avec des reflets verdâtres
- odeur : délicat, caractéristique, légèrement aromatique
- saveur : sèche aimable, harmonique, parfois vif

Le Colli Bolognesi Pignoletto Colline di Oliveto se déguste à une température de 7 à 9 °C. Le vin est à boire jeune

## Production
Province, saison, volume en hectolitres :
- pas de données disponibles